# Нобелов комитет за књижевност
Нобелов комитет за књижевност је Нобелов комитет одговоран за процену номинација и своје препоруке представља Шведској академији, која затим гласањем бира Нобелову награду за књижевност.
Чланови комитета – обично пет – бирају се на три године међу члановима Шведске академије, а стални секретар служи као придружени члан. У оцењивању квалификација кандидата, комитет позива на помоћ посебно постављене стручне саветнике, међу којима су преводиоци, књижевни критичари и лингвисти.

## Дужности комитета и разматрања
Сваке године у септембру, Нобелов комитет шаље формуларе за номинацију стотинама појединаца и организација квалификованих за номинацију. Прихватају се и неке непозване номинације других књижевних друштава, академија и појединаца. Такви обрасци морају бити попуњени и поднети до 31. јануара или пре истека рока за подношење Нобеловог комитета.
Од фебруара до априла, Нобелов комитет прегледа номинације и представља листу на одобрење од стране Шведске академије. Одмах по усвајању кандидата, Комитет оцењује и сачињава листу од 25 до 20 кандидата за прелиминарну оцену. Након разматрања, Комитет бира пет приоритетних кандидата које детаљно процењује посебно на основу њиховог књижевног рада и заслуга. Од јуна до августа, сваки члан Комисије припрема своје налазе и критике кандидата.
У септембру, чланови Академије добијају процене чланова Комисије о финалистима и разговарају о књижевним вредностима доприноса различитих кандидата. У току овог месеца, Комисија поново шаље формуларе за именовање за разматрање следеће године. У октобру, неколико дана пре проглашења, Академија гласањем бира добитника Нобелове награде за књижевност. Кандидат мора добити више од половине датих гласова. Ретко се дешава да Академија поред финалиста Комисије предложи другог кандидата, што изазива узнемиреност и сукобе међу члановима.
Године 2021. – године када је британски писац рођен у Танзанији Абдулразак Гурна освојио награду – чланица Комитета Елен Матсон је упитана о томе које критеријуме Комисија користи при избору лауреата, она је одговорила рекавши:
„Све је у квалитету. Књижевном квалитету, наравно. Победник треба да буде неко ко пише одличну литературу. Неко за кога осетите када читате да постоји нека врста моћи, развој који траје кроз књиге, све књиге. Али свет је пун веома добрих, одличних писаца, а за лауреат треба нешто више. Веома је тешко објаснити шта је то. Мислим да је то нешто са чиме се родиш. Романтичари би то назвали божанском искром. За мене је то глас који чујем у писању који налазим у делу овог конкретног писца и нигде другде. И веома је тешко објаснити шта је то, али увек знам када га пронађем. Дакле, то је нешто са чим сте рођени. Таленат који даје ту додатну димензију делу тог конкретног писца.“

Председник комитета Андерс Олсон такође је у октобру 2019. године – у години када је америчка песникиња Луиз Глик победила – изразио своја размишљања о томе шта траже писца достојног да постане нобеловац, рекавши:
„Имамо критеријуме и критеријуми се мењају. Сада много више тражимо глобални тоталитет. Неопходно је да све више ширимо своје перспективе. Раније смо имали, рецимо, евроцентричну перспективу књижевности, а сада гледамо по целом свету. А такође, раније је било много више мушки оријентисано. Сада имамо толико списатељица које су заиста сјајне. Тако да је награда и цео процес са наградом интензивиран и много је шири у свом обиму“.

## Тренутни чланови
Следећи чланови Шведске академије чине садашњи Нобелов комитет за књижевност од 2022:
| Чланови Одбора |       |                             |         |                                 |                                            |
| Седиште бр.    | Слика | Име                         | Изабран | Положај                         | професија                                  |
| 4              |       | Андерс Олсон (р. 1949)      | 2008    | председник одбора               | књижевни критичар, историчар књижевности   |
| 11             |       | Матс Малм (р. 1964)         | 2018    | придружени члан стални секретар | преводилац, историчар књижевности, уредник |
| 12             |       | Пер Вестберг (р. 1933)      | 1997    | члан                            | романописац, новинар, песник, есејиста     |
| 13             |       | Ане Сверд (р. 1969)         | 2019    | члан                            | романописац                                |
| 9              |       | Еллен Матсон (р. 1963)      | 2019    | члан                            | романописац, есејиста                      |
| 14             |       | Стив Сем-Сандберг (р. 1958) | 2021    | члан                            | новинар, писац, преводилац                 |